# Avillers (Wogezy)
Avillers – miejscowość i gmina we Francji, w regionie Grand Est, w departamencie Wogezy.
Według danych na rok 1990 gminę zamieszkiwało 78 osób, a gęstość zaludnienia wynosiła 11 osób/km² (wśród 2335 gmin Lotaryngii Avillers plasuje się na 967. miejscu pod względem liczby ludności, natomiast pod względem powierzchni na miejscu 825.).